# Ladislav Špidla
Ladislav Špidla (4. listopadu 1911 Ostrožské Předměstí – 7. května 1942 koncentrační tábor Mauthausen) byl československý voják a odbojář z období druhé světové války popravený nacisty.

## Život
Ladislav Špidla se narodil 4. listopadu 1911 v rodině Arnošta a Rosalie Špidlových v Ostrožském Předměstí, části Uherského Ostrohu. Vychodil měšťanskou školu a vyučil se elektrotechnikem. Dne 24. dubna 1930 nastoupil základní vojenskou službu. Poté se stal vojákem z povolání a příslušníkem Ženijního pluku 6. Po rozpuštění československé armády po německé okupaci v březnu 1939 přešel do protektorátního Vládního vojska. Sloužil v Bučovicích v hodnosti strážmistra. Ani příslušnost k ozbrojené složce podřízené okupační moci mu nezabránila přidat se k protinacistickému odboji, společně se svým bratrem Arnoštem. Konkrétně podporoval příslušníky sovětského výsadku S/1. Za to byl 24. listopadu 1941 zatčen gestapem a uvězněn v Kounicových kolejích. Dne 22. prosince 1941 byl stanným soudem odsouzen k trestu smrti, který byl vykonán v koncentračním táboře Mauthausen 7. května 1942. S bratrem Arnoštem byli zastřeleni v časovém rozpětí dvou minut.

## Rodina
Otec Arnošt Špidla (1881–1936) pracoval jako vrchní topič v cukrovaru Uherský Ostroh. Bratr Arnošt trpěl tuberkulózou kolene, přesto však téměř dokončil medicínské studium. Kromě bratra Arnošta měl ještě sestru Ludmilu a bratra Františka.